# Roger Baour
Roger Baour (ur. 7 kwietnia 1926 w Pantin) – francuski bokser, srebrny medalista Mistrzostw Europy z 1947 roku, amatorski oraz zawodowy mistrz Francji.

## Kariera
W ćwierćfinale Mistrzostw Europy w Dublinie pokonał reprezentanta Holandii Jana Remie. W półfinale pokonał na punkty Duńczyka Svenda Wada, awansując do finału kategorii lekkiej. W finale przegrał na punkty z Belgiem Josephem Vissersem.
W 1947 był mistrzem Francji w kategorii lekkiej.
W latach 1947–1954 toczył zawodowe pojedynki.